# 4436-os mellékút (Magyarország)
A 4436-os számú mellékút egy bő 7 kilométer hosszú, négy számjegyű országos közút Békés vármegyében; két fontosabb mellékutat kapcsol össze Békéscsaba délnyugati vonzáskörzetében, Csabaszabadi és Medgyesbodzás összekötésével, egyben ez az egyedüli közúti megközelítési útvonala a Pusztaottlakához tartozó Tökfalu településrésznek, illetve maga Pusztaottlaka másik, nagyobb különálló része, Bagófalu is csak erről az útról érhető el (egy alsóbbrendű mellékúton).

## Nyomvonala
Csabaszabadi központjának délkeleti szélén ágazik ki a Békéscsaba-Makó közti 4432-es útból, annak 17,700-as kilométerszelvénye közelében, délkeleti irányba. Szinte azonnal kilép a település belterületéről, 2,2 kilométer után pedig elhalad Csabaszabadi. Medgyesbodzás és Pusztaottlaka hármashatára mellett. Innen déli irányba fordul és e két utóbbi község határvonalát kísérve folytatódik. 3,4 kilométer után éri el a Pusztaottlakához tartozó Tökfalu északnyugati csücskét, innét mintegy 300 méteren át a kétutcás településrész nyugati szélén húzódik. 4,7 kilométer után kiágazik belőle kelet felé a 44 145-ös számú mellékút, ez vezet a szintén Pusztaottlakához tartozó, zsákfalunak tekinthető Bagófalu központjába. 5,1 kilométer után az út újabb hármashatár mellett halad el, onnantól már Medgyesbodzás és Medgyesegyháza határát kíséri. Így is ér véget, beletorkollva a 4429-es útba, annak 21,300-as kilométerszelvénye táján.
Teljes hossza, az országos közutak térképes nyilvántartását szolgáló kira.gov.hu adatbázisa szerint 7,449 kilométer.

## Települések az út mentén
- Csabaszabadi
- Pusztaottlaka
- Medgyesbodzás
- Medgyesegyháza